# 卡齊米日一世 (奧波列)

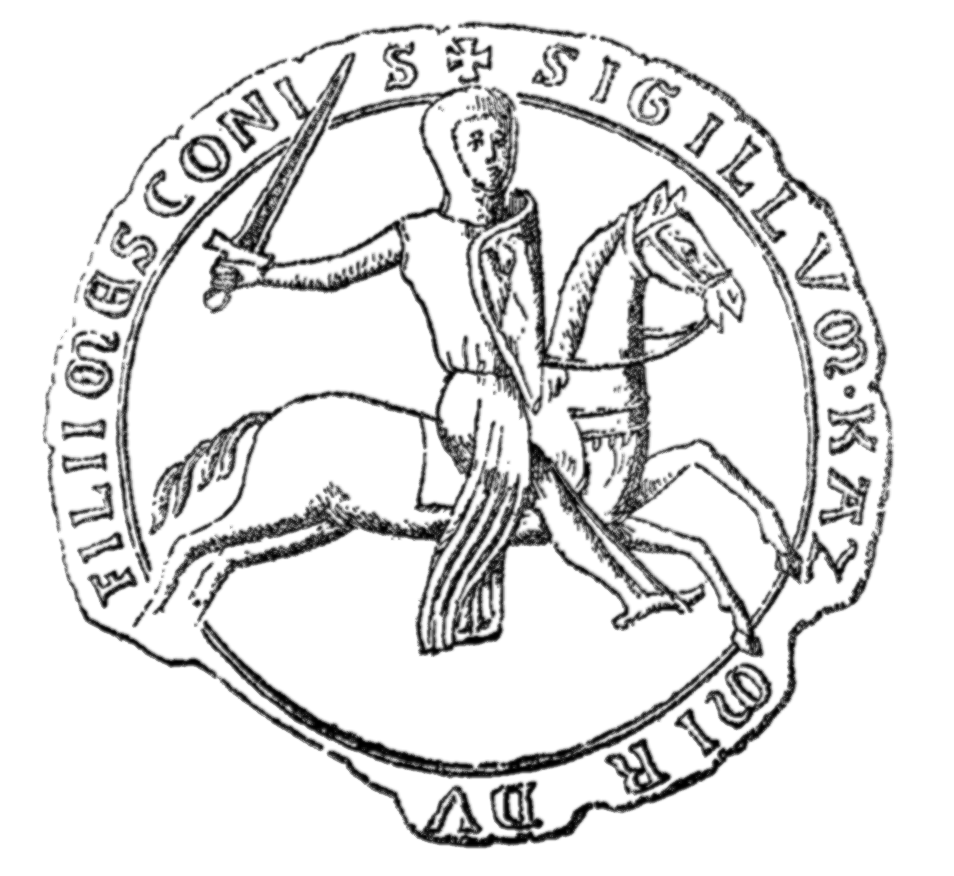

卡齊米日一世（波蘭語：Kazimierz I，1179年—1230年5月13日），奧波列公爵，梅什科四世的獨子。

## 家庭
卡齊米日的妻子是保加利亞人薇奧拉，兩人共有2子1女：
1. 梅什科（約1220年—1246年）
2. 瓦迪斯瓦夫（約1225年—1281/82年）
3. 歐芙羅日娜（英语：Euphrosyne of Opole）（約1229年—1292年），瓦迪斯瓦夫一世的母親